# Robert Fisk
Robert Fisk (Maidstone, Inglaterra; 12 de julio de 1946-Dublín, Irlanda; 30 de octubre de 2020) fue un periodista y escritor inglés, corresponsal en Oriente Medio para el periódico británico The Independent y columnista de los periódicos Público, en España, y La Jornada, en México. Estuvo casado con la periodista estadounidense Lara Marlowe. Vivió en Beirut, Líbano, donde residió durante más de veinticinco años.[cita requerida]
Fisk ha sido acusado de antisemitismo e incluso John Malkovich le criticó por sus opiniones sobre Israel.  Fisk ha sido acusado de "excesiva condescendencia" para con el gobierno
sirio; llegó a cuestionar el uso de armas químicas contra civiles en Damasco.  El periodista anglo-libanés Oz Katerji, escribiendo en The Critic, le llamó  "un fabulador y defraudador", cuestionó su supuesta fluidez árabe, y concluyó que los "brillantes obituarios" que se le concedieron "fueron su justo merecido [...] como él, optaron por narrar una historia no verdadera, porque a menudo las historias son más cómodas que la realidad".

## Datos biográficos
Hijo de un exsoldado británico que participó en la Primera Guerra Mundial, Robert Fisk hizo la carrera periodística en Inglaterra e Irlanda. Trabajó como corresponsal de prensa en Irlanda, cubrió los sucesos en el Úlster y Portugal. Desde 1976, trabajó en Oriente Medio, al principio como corresponsal de The Times y, después de una discusión con sus editores a raíz de la modificación que hacían sobre sus artículos, sin su consentimiento, como corresponsal del diario The Independent.[cita requerida]
Trabajó en la Guerra Civil del Líbano (iniciada en 1975), en la invasión soviética de Afganistán (1979), en la guerra entre Irán e Irak (1980-1988), en la invasión israelí del Líbano (1982), en la guerra civil argelina y en las guerras de los Balcanes. Asimismo, cubrió el conflicto palestino-israelí y realizó el seguimiento desde el mismo frente de la primera guerra del Golfo Pérsico (1990-1991) y la segunda guerra del Golfo Pérsico (2003).[cita requerida]
Considerado uno de los mayores expertos en los conflictos de Oriente Medio, propició la divulgación internacional de las masacres de la guerra civil argelina, de los asesinatos de Saddam Hussein, de las represalias israelíes durante la Intifada palestina y de las actividades ilegales del gobierno de los Estados Unidos en Afganistán e Irak. Entrevistó en profundidad (fue uno de los pocos periodistas internacionales que lo ha conseguido) a Osama bin Laden, líder de Al-Qaeda, protagonista de sangrientos atentados mundiales. Defendió siempre la causa palestina y el diálogo entre los países de la zona, incluido el estado de Israel. Por ello, su trayectoria y sus artículos periodísticos han sido muy discutidos tanto por sus compañeros de la prensa como por parte de todos los gobiernos y políticos implicados.[cita requerida]
Falleció en Dublín el 30 de octubre de 2020 a los setenta y cuatro años a causa de un presunto accidente cerebrovascular.
Casado con Nelofer Pazira, activista por los derechos humanos y cineasta.

## Carrera

### Corresponsal de prensa
Fisk trabajó en la columna de diarios de Sunday Express antes de que un desacuerdo con el editor, John Junor, provocara su traslado a The Times. De 1972 a 1975, en pleno Conflicto, Fisk fue corresponsal de The Times en Belfast. Belfast corresponsal, antes de ser destinado a Portugal tras la Revolución de los claveles de 1974. Posteriormente fue nombrado corresponsal en Oriente Medio (1976-1987). Además de los Problemas y Portugal, informó sobre la Revolución iraní en 1979. Cuando un reportaje suyo sobre el Vuelo 655 de Iran Air fue retenido poco después de la adquisición del periódico por Rupert Murdoch, Fisk se trasladó a The Independent en 1989.The New York Times describió a Fisk como "probablemente el corresponsal en el extranjero más famoso de Gran Bretaña". The Economist se refirió a él como "uno de los corresponsales más influyentes en Oriente Próximo desde la Segunda Guerra Mundial."

### Reportaje de guerra

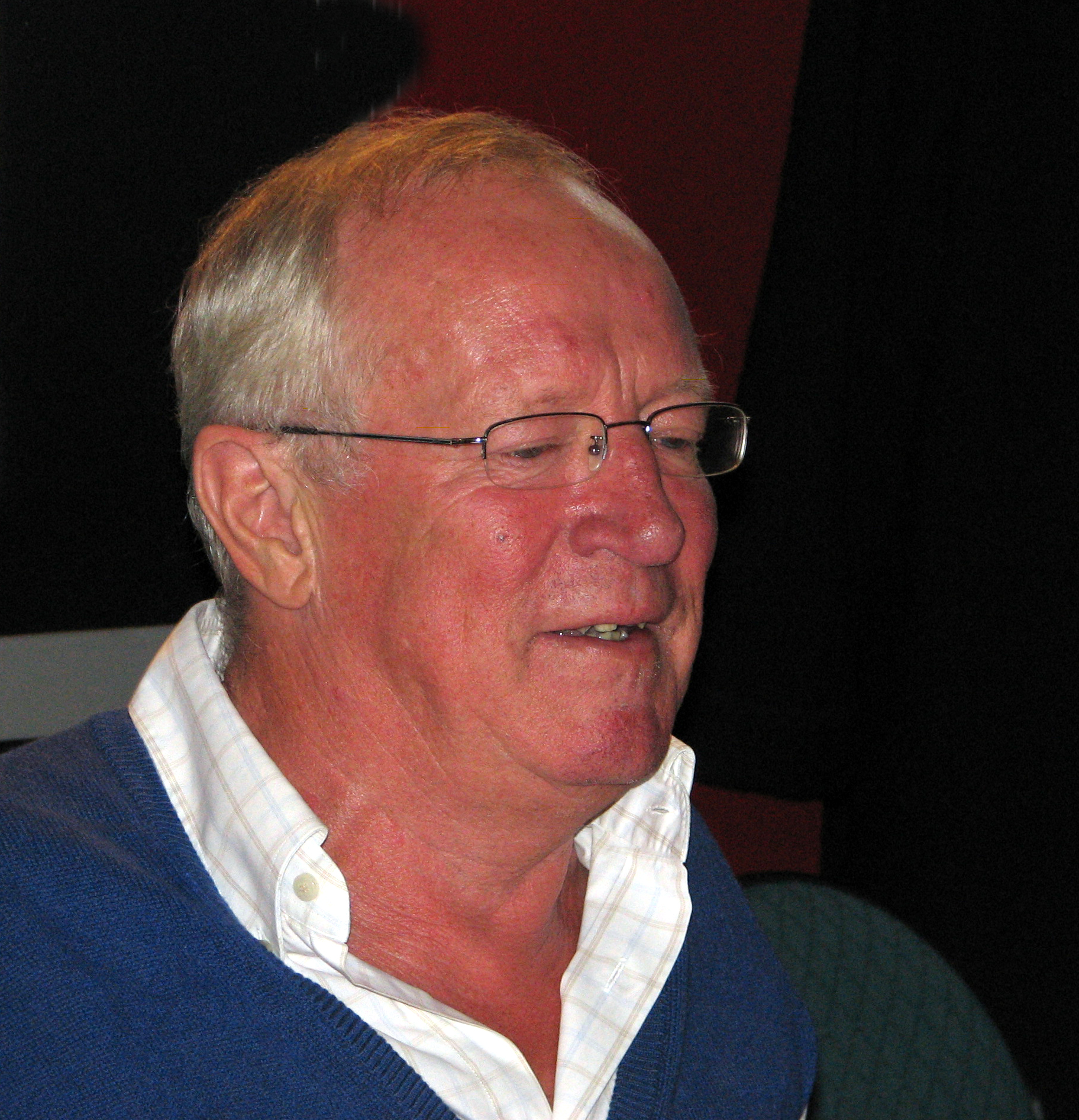
Robert Fisk en 2008

Fisk vivió en Beirut desde 1976, permaneciendo durante toda la Guerra Civil Libanesa. Fue uno de los primeros periodistas occidentales en informar sobre la masacre de Sabra y Shatila en Líbano, así como de la Masacre de Hama en Siria. Su libro sobre el conflicto libanés, Pity the Nation, se publicó en 1990.
Fisk también informó sobre la Guerra soviético-afgana, la Guerra Irán-Irak, el conflicto árabe-israelí, la guerra del Golfo, la guerra de Kosovo, la Guerra Civil de Argelia, la guerra de Bosnia la intervención internacional en Afganistán de 2001, la invasión de Irak en 2003, la Primavera Árabe de 2011 y la actual guerra civil siria. Durante la guerra entre Irán e Irak, sufrió una pérdida de audición parcial pero permanente por estar cerca de la artillería pesada iraquí en el Shatt-al-Arab cuando cubría las primeras fases del conflicto.
Después de que Estados Unidos y sus aliados iniciaran su intervención en Afganistán, Fisk fue trasladado durante un tiempo a Pakistán para cubrir el conflicto. Mientras informaba desde allí, fue atacado y golpeado por un grupo de refugiados afganos que huían de los intensos bombardeos de la Fuerza Aérea de Estados Unidos. En su relato gráfico de cómo estuvo a punto de morir apaleado hasta que intervino un líder musulmán local,  Fisk absolvió a los atacantes de su responsabilidad y señaló que su "brutalidad era enteramente producto de otros, de nosotros, que habíamos armado su lucha contra el terrorismo. Fisk eximió de responsabilidad a los atacantes y señaló que su "brutalidad era enteramente producto de otros, de nosotros, de nosotros que habíamos armado su lucha contra los rusos e ignorado su dolor y nos habíamos reído de su guerra civil y luego les habíamos armado y pagado de nuevo por la 'Guerra por la Civilización' a sólo unos kilómetros de distancia y luego bombardeado sus casas y destrozado a sus familias y les habíamos llamado 'daños colaterales''. Según Richard Falk, Fisk dijo de su agresor: "Hay muchas razones para estar enfadado. Yo mismo he criticado abiertamente las acciones de Estados Unidos. Si yo hubiera sido ellos, me habría atacado".
Durante la invasión de Irak en 2003, Fisk estuvo destinado en Bagdad y presentó muchos informes de testigos presenciales. Criticó a otros periodistas con base en Irak por lo que él llama "periodismo de hotel": informar desde la habitación del hotel sin entrevistas ni experiencia de primera mano sobre los acontecimientos. Las críticas de Fisk a la invasión fueron rechazadas por otros periodistas. Fisk criticó la gestión de la Coalición de la violencia sectaria en el Irak posterior a la invasión y argumentó que la narrativa oficial del conflicto sectario no es posible: "La verdadera pregunta que me hago es: ¿quiénes son los que intentan provocar la guerra civil? Ahora los estadounidenses dirán que es Al Qaeda, que son los insurgentes suníes. Son los escuadrones de la muerte. Muchos de los escuadrones de la muerte trabajan para el Ministerio del Interior. ¿Quién dirige el Ministerio del Interior en Bagdad? ¿Quién paga al Ministerio del Interior? ¿Quién paga a los milicianos que forman los escuadrones de la muerte? Nosotros, las autoridades de ocupación. ... Tenemos que ver esta historia desde otra perspectiva".
En 2009, denunció el caso de Mohamed El Ghanem.

### Osama bin Laden
Fisk entrevistó a Osama bin Laden en tres ocasiones. Las entrevistas aparecieron en artículos publicados por The Independent el 6 de diciembre de 1993, el 10 de julio de 1996 y el 22 de marzo de 1997. En la primera entrevista de Fisk, "Anti-Soviet warrior puts his army on the road to peace", escribió sobre Osama bin Laden, que entonces supervisaba la construcción de una carretera en Sudán: Con sus pómulos altos, sus ojos estrechos y su larga túnica marrón, el Sr. Bin Laden tiene toda la pinta de ser el guerrero de las montañas de la leyenda de los muyahidines". Los niños chadored bailaban delante de él, los predicadores reconocían su sabiduría" mientras observaban que se le acusaba de "entrenarse para nuevas guerras de la yihad".
Durante una de las entrevistas de Fisk con Bin Laden, Fisk señaló un intento de Bin Laden de convertirle. Bin Laden dijo: "Sr. Robert, uno de nuestros hermanos tuvo un sueño... que usted era una persona espiritual... esto significa que usted es un verdadero musulmán". Fisk respondió: "Jeque Osama, yo no soy musulmán. ... Soy un periodista [cuya] tarea es decir la verdad". Bin Laden replicó: "Si dices la verdad, eso significa que eres un buen musulmán".  Durante la entrevista de 1996, bin Laden dijo que la Familia real saudí era corrupta. Durante la última entrevista, en 1997, Bin Laden dijo que pedía la ayuda de Dios "para convertir a Estados Unidos en una sombra de sí mismo".
Fisk condenó enérgicamente los atentados del 11 de septiembre, describiéndolos como un "horrendo crimen contra la humanidad". También denunció la respuesta de la Administración Bush a los atentados, argumentando que "una veintena de naciones" estaban siendo identificadas y posicionadas como "odiadoras de la democracia" o "núcleos del mal", e instó a un debate más honesto sobre la política estadounidense en Oriente Medio. Argumentó que hasta ahora se había evitado tal debate "porque, por supuesto, mirar demasiado de cerca a Oriente Medio plantearía cuestiones inquietantes sobre la región, sobre nuestras políticas occidentales en esas trágicas tierras y sobre las relaciones relación de Estados Unidos con Israel". En 2007, Fisk expresó dudas personales sobre el registro histórico oficial de los atentados. En un artículo para The Independent, escribió que, aunque la administración Bush era incapaz de llevar a cabo con éxito tales ataques debido a su incompetencia organizativa, estaba "cada vez más preocupado por las incoherencias de la narrativa oficial del 11-S" y añadió que no aprobaba la "enloquecida 'investigación' de David Icke", sino que estaba "hablando de cuestiones científicas".  Fisk ya había abordado preocupaciones similares en un discurso pronunciado en la Universidad de Sídney en 2006. Durante el discurso, Fisk dijo: "En parte creo que debido a la cultura del secretismo de la Casa Blanca, nunca hemos tenido una Casa Blanca tan secreta como ésta. En parte debido a esta cultura, creo que las sospechas están creciendo en Estados Unidos, no sólo entre los tipos de Berkeley con flores en el pelo. ... Pero hay muchas cosas que no sabemos, muchas cosas que no nos van a contar. ... Quizá el [cuarto] avión fue alcanzado por un misil, aún no lo sabemos".
Bill Durodié señaló que en un momento dado Osama bin Laden había aconsejado a la Casa Blanca que "leyera a Robert Fisk, en lugar de, como cabría suponer, el Corán."

### Guerra civil siria
Informando desde Douma, en abril de 2018 sobre el ataque químico de Douma, Fisk citó a un médico sirio que atribuyó los problemas respiratorios de las víctimas no al gas, sino al polvo y a la falta de oxígeno tras los intensos bombardeos de las fuerzas gubernamentales. Otras personas con las que habló dudaron de un ataque con gas, y Fisk puso en duda el incidente.  El reportaje de Fisk suscitó críticas por haberse basado en contactos suministrados por el Gobierno, y Asser Khattab escribió en Raseef22 que el médico citado por Fisk "le había sido presentado por funcionarios del Gobierno y del Ejército sirios". Richard Spencer y Catherine Philp en The Times escribieron que los periodistas habían sido llevados a Douma en un viaje organizado por el gobierno mientras que los investigadores internacionales fueron obligados a permanecer en Damasco, y que el médico entrevistado por Fisk admitió no haber estado en el hospital donde fueron trasladadas las víctimas.  El sitio web Snopes dijo que otros reporteros en el mismo viaje que Fisk habían entrevistado a lugareños que dijeron haber inhalado gas tóxico.
Fisk volvió a tratar el tema de los ataques de Douma a principios de enero de 2020, en un artículo sobre los desacuerdos internos en el seno de la Organización para la Prohibición de las Armas Químicas (OPAQ) registrados en documentos publicados por WikiLeaks.

### Apariciones en los medios
Fue entrevistado por Kirsty Young para Desert Island Discs en 2006. Sus selecciones finales fueron Adagio para cuerdas de Samuel Barber, Le Morte d'Arthur de Thomas Malory, y un violín.
Fisk apareció en el documental de 2016 notes to eternity] de la cineasta neozelandesa Sarah Cordery, junto a Noam Chomsky, Norman Finkelstein y Sara Roy. La película explora sus vidas y su trabajo en relación con el conflicto entre Israel y Palestina. Fisk fue perfilado en el documental de Yung Chang de 2019 Esto no es una película. En su crítica de la película, Slant Magazine afirmó: "Las dos cosas que dan a este documental su poder y provocación son intelectuales más que dramáticas: El trabajo de Fisk y sus ideas" Cath Clarke, escribiendo para The Guardian, dijo que la película pregunta a su público sobre la guerra: "¿Hay algo profundo en nuestras almas que la permite porque nos parece natural? Su dolorosa y profundamente seria pregunta sobre la inevitabilidad de la guerra marca el tono de este documental sobre su carrera".

## Premios
Hasta la fecha, Robert Fisk es el corresponsal extranjero británico más premiado. Entre otros muchos, recibió en siete ocasiones el Premio al Periodista Internacional Británico del Año (la última, en 1996). También, ganó el Premio a la Prensa de Amnistía Internacional en el Reino Unido, en 1998 y en el 2000.[cita requerida]

## Obras
- Pity the Nation: Lebanon at War (Oxford University Press, 2001).
- La gran guerra por la civilización. La conquista de Oriente Próximo (Ediciones Destino, 2006). ISBN 84-672-1726-X. Obra que intenta recoger la historia de las múltiples guerras que han asolado el Mediterráneo oriental durante el siglo XX, es también como fuente bibliográfica de la vida (incluyendo la historia de sus padres) y carrera del propio Fisk.

## Epónimos
La voz inglesa fisking, que se usa también en español, se origina en 2011 a partir de respuestas a Robert Fisk, a quien se le consideraba ya sea merecedor de fiskings o fácil sujeto de ellos.